# Brassington
Brassington est un village et une paroisse civile du Derbyshire, en Angleterre.

## Démographie
Au recensement de 2011, la paroisse civile de Brassington comptait 573 habitants.